# Quatuor à cordes no 4 de Bartók
Pour les articles homonymes, voir Quatuor à cordes no 4.
 (février 2024).
Si vous disposez d'ouvrages ou d'articles de référence ou si vous connaissez des sites web de qualité traitant du thème abordé ici, merci de compléter l'article en donnant les références utiles à sa vérifiabilité et en les liant à la section « Notes et références ».
Le Quatuor à cordes no 4 en ut majeur, Sz. 91, BB 95, est le quatrième quatuor à cordes du compositeur hongrois Béla Bartók, composé en 1928.

## Contexte historique
Composé à Budapest de juillet à septembre 1928, soit un an après le précédent, il est dédié au Quatuor Pro Arte, et créé le 20 mars 1929 à Budapest par le quatuor Waldbauer-Kerpely. Sa structure est beaucoup plus complexe que celle de ses trois premiers quatuors. Il est composé de cinq courts mouvements à peu près symétriques par leurs thèmes (le premier répondant au dernier et le second au quatrième). Il emploie une grande variété de techniques de jeu dont des glissandi et des pizzicati. Son exécution demande environ une vingtaine de minutes.
1. Allegro
2. Prestissimo, con sordino
3. Non troppo lento
4. Allegretto pizzicato
5. Allegro molto

## Enregistrement
- Quatuor Guilet, Bartok Quatuor No4, 1947, Musical Masterpiece Society – MMS-89, premier enregistrement de l'œuvre[2].